# Tervajärvi (sjö i Finland, Birkaland)
Tervajärvi är en sjö i Finland. Den ligger i kommunen Lembois i landskapet Birkaland, i den södra delen av landet, 140 km norr om huvudstaden Helsingfors. Tervajärvi ligger 115,1 meter över havet. Arean är 1,26 kvadratkilometer och strandlinjen är 11,11 kilometer lång. Sjön  ingår i Kumo älvs huvudavrinningsområde.   I omgivningarna runt Tervajärvi växer i huvudsak blandskog. Den sträcker sig 1,9 kilometer i nord-sydlig riktning, och 2,2 kilometer i öst-västlig riktning.
I övrigt finns följande i Tervajärvi:
- Honkasaaret (en ö)
- Särkisaari (en ö)
- Kalliosaaret (en ö)
- Suosaaret (en ö)
- Kajusaaret (en ö)